# Cmentarz mennonicki w Sosnówce
Cmentarz mennonicki w Sosnówce – nekropolia mennonitów w Sosnówce w powiecie grudziądzkim, założona ok. 1690.

## Opis cmentarza
Obiekt znajduje się na wzgórzu. Na jego terenie umieszczono tablicę informacyjną z napisem w brzmieniu:

"Cmentarz mennonicki założony ok. 1690 r. Zachowany czytelnie układ przestrzenny, liczne nagrobki o wybitnej wartości artystycznej. Najstarsze datowane z lat 1691, 1836, 1861. Relikt bramy głównej."

W miejscu trzech nagrobków znajdują się tabliczki z informacją, że przekazane zostały do Muzeum Etnograficznego w Toruniu. Jedna z nich brzmi: "Jacob Voth 1822-1936. Oryginał w Muzeum Etnograficznym w Toruniu".
Krótko przed 2012 cmentarz został odrestaurowany.